# 宮内庁長官官房
宮内庁長官官房（くないちょうちょうかんかんぼう）は、宮内庁の内部部局のひとつ。

## 事務
宮内庁組織令により規定される。ここでは宮内庁独自の事務を挙げる。
- 行幸、行啓について
- 賜与と受納について
- 皇族（特に宮内庁のほかの内部部局が担当しない宮家の皇族）について
- 皇室会議及び皇室経済会議について

を担当

## 組織

### 特別な職
（宮内庁組織令第3条）
審議官
皇室関係の重要事項の調査、審議及び立案に関する事務を総括する。
宮務主管
宮家の皇族に関する事務に係るものを総括し、及び皇族の侍側奉仕のことのうち特に命ぜられたものをつかさどる。
皇室経済主管
皇室の経済並びに皇室及び宮内庁の会計に関する事務を総括する。
皇室医務主管
皇室に関する医務を総括し、並びに天皇及び内廷皇族に関する医事のうちその専門領域に係る診候並びに宮家の皇族に関する医事をつかさどる。
参事官（2）
皇室関係の重要事項の調査、審議及び立案に関する事務に参画する。
宮務参事官
皇族（内廷にある皇族を除く。）に関する特定事項の調査、審議及び立案に関する事務に参画する。

### 課
- 秘書課
  - 調査企画室
- 総務課
  - 報道室
  - 広報室
- 宮務課
- 主計課
- 用度課
- 宮内庁病院